# Surya Saputra
 (juillet 2015).
Surya Saputra, né à Jakarta (Indonésie) le 5 juillet 1969 , est un acteur et chanteur indonésien.

## Biographie
Il est l'aîné des trois enfants de Linda Lolita Husein (1957) et de Eddy Suherman. Surya Saputra a des origines australiennes du côté de sa mère. Initialement chanteur, il était membre du boys band Cool Colours au côté des chanteurs, Ari Wibobo, Teuku Ryan, Johandy Yahya et Ari Sihasale qu'il a rejoint en 1995. C'est après la scission du groupe qu'il tente sa chance en tant qu'acteur au début des années 2000, suivant ainsi la voie de sa mère qui était un mannequin et une actrice très populaire dans les années 1970.

## Vie personnelle

### Mariage avec Dewi Sandra
Après avoir annoncé leurs fiançailles le 7 octobre 1999, Surya a épousé la chanteuse Dewi Sandra le 8 octobre 2000. Le couple s'était rencontré en 1995 au cours d'une séance photo. Mais à partir de l'été 2004 le ménage s'agite face à des rumeurs d'infidélité qui aurait été commise par Sandra mais elles sont démenties par le couple. Surya réclame le 3 décembre 2004, une demande de divorce après qu'il a reconnu avoir quitté Sandra fin octobre de la même année.
Le tribunal des affaires religieuses de Jakarta finit par promulguer le divorce, le 2 février 2005. Malgré les nombreuses rumeurs selon lequel la séparation est liée à la présence d'une tierce personne dans le ménage, l'artiste a démenti et affirmer que le principal problème venait du fait qu'il n'avait pas réussi à concevoir un enfant tout au long du mariage.

### Mariage avec Cynthia Lamusu
Il annonce fin décembre 2006, qu'il sort avec l'actrice Cynthia Lamusu. Il finit par se marier avec cette dernière le 8 juin 2008  et leur mariage est toujours durable à ce jour même s'ils n'ont pas d'enfants.

## Comme acteur

### Au cinéma
| - 2003 : Arisan ! - 2005 : Janji Joni - 2005 : Belahan Jiwa - 2005 : Untuk Rena'' - 2007 : Long Road to Heaven - 2008 : Ayat-Ayat Cinta - 2008 : Love - 2009 : Jamila Dan Sang Presiden - 2009 : King | - 2009 : Meraih Mimpi - 2011 : Serdaduh Kumbang - 2011 : Ayah, Mengapa Aku Berbeda ? - 2011 : Arisan ! 2 - 2012 : Modus Anomali : Le Réveil de la Proie - 2012 : Jakarta Hati - 2012 : Malaikat Tanpa Sayap - 2015 : Kakak - 2015 : Ayat-Ayat Adinda |

### À la télévision
| - Cerita Cinta - Air Mata Ibu - Cinta Abadi - Remaja Lima - Romantika 21 - Metropolis 2 - Arisan ! The Series | - Senyuman Ananda - Love in Paris - Dunia Tanpa Koma - Diam - Diam Suka - Cantik Cantik Magic - Diam-Diam Suka: Cinta Lama Bersemi Kembali - Elang: The Real Action Series Season 2 |

## Distinctions

### Récompenses
- Festival Film Indonesia 2004 Meilleur acteur de soutien pour Arisan !
- MTV Indonesia Movie Awards 2004 Acteur de soutien préféré pour Arisan !
- Festival Film Jakarta 2006 Meilleur acteur pour Untuk Rena
- Bandung Film Festival 2012 Meilleur acteur de soutien pour Malaikat Tanpa Sayap
- Festival Film Indonesia 2014 Meilleur acteur principal pour un film télévisé pour 3 Butir Kurma

### Nominations
- Festival Film Indonesia 2005 Nomination pour le prix du meilleur acteur de soutien pour Janji Joni